# 산타 체칠리아 국립음악원
산타 체칠리아 국립 음악원(Conservatorio di Musica Santa Cecilia)은 이탈리아 로마에 위치한 음악학교 중 하나로, 체칠리아에서 이름이 유래했다. 1565년 설립된 로마 음악회 (Congregazione de'musici di Roma)가 기원으로, 1870년 피아니스트 조반니 스감바티에 의해 음악원으로 개교하였다.

## 저명한 동문
저명한 동문으로는 조수미, 엔니오 모리코네, 체칠리아 바르톨리 등이 있다.